# Comté d'Otero (Colorado)
Pour les articles homonymes, voir Comté d'Otero.
Le comté d'Otero est un comté des États-Unis, situé dans l'État du Colorado. Son chef-lieu est La Junta. Créé en 1889, le comté est nommé d'après Miguel Otero, fondateur de cette ville.
Outre La Junta, les municipalités du comté sont Cheraw, Fowler, Manzanola, Rocky Ford et Swink.

## Démographie
| 1890  | 1900   | 1910   | 1920   | 1930   | 1940   |
| ----- | ------ | ------ | ------ | ------ | ------ |
| 4 192 | 11 522 | 20 201 | 22 623 | 24 390 | 23 571 |

| 1950   | 1960   | 1970   | 1980   | 1990   | 2000   |
| ------ | ------ | ------ | ------ | ------ | ------ |
| 25 275 | 24 128 | 23 523 | 22 567 | 20 185 | 20 311 |

| 2010   | - | - | - | - | - |
| ------ | - | - | - | - | - |
| 18 831 | - | - | - | - | - |